# Кръсте Калайджиев
Кръсте (Кръстьо) Стерьов Калайджиев е български революционер, стружки деец на Вътрешната македоно-одринска революционна организация.

## Биография
Кръсте Калайджиев е роден в град Струга. Влиза във ВМОРО и е градски войвода на организацията. Участва в Илинденско-Преображенското въстание. В 1907 година е делегат на Битолския окръжен конгрес. При избухването на Балканската война в 1912 година е арестуван и умира от бой по пътя Охрид – Битоля.